# Cidariplura signata
Cidariplura signata är en fjärilsart som beskrevs av Butler 1879. Cidariplura signata ingår i släktet Cidariplura och familjen nattflyn. Inga underarter finns listade i Catalogue of Life.